# Hottentotta gambelaensis
Espèce
Hottentotta gambelaensis est une espèce de scorpions de la famille des Buthidae.

## Distribution
Cette espèce est endémique de la région Gambela en Éthiopie. Elle se rencontre vers Gambela.

## Description
La femelle subadulte holotype mesure 41,6 mm.

## Étymologie
Son nom d'espèce, composé de gambela et du suffixe latin -ensis, « qui vit dans, qui habite », lui a été donné en référence au lieu de sa découverte, Gambela.

## Publication originale
- Kovařík & Mazuch, 2015 : « Scorpions of Ethiopia (Arachnida: Scorpiones). Part III. Genus Hottentotta Birula, 1908 (Buthidae), with Description of Three New Species. » Euscorpius, no 202, p. 1-37 (texte intégral).